# (4016) Sambre
(4016) Sambre es un asteroide perteneciente al cinturón de asteroides, descubierto el 15 de diciembre de 1979 por Henri Debehogne y el también astrónomo Edgar R. Netto desde el Observatorio de La Silla, Chile.

## Designación y nombre
Designado provisionalmente como 1979 XK. Fue nombrado Sambre en homenaje al río belga francés Sambre.